# Chaetaglaea tremula
Chaetaglaea tremula är en fjärilsart som beskrevs av Harvey 1874. Chaetaglaea tremula ingår i släktet Chaetaglaea och familjen nattflyn. Inga underarter finns listade i Catalogue of Life.